# شهرستان سرافیموویچسکی
شهرستان سرافیموویچسکی (به لاتین: Serafimovichsky District) یک شهرستان در روسیه است که در استان ولگوگراد واقع شده‌است.